# Pinealiszyste
Als Pinealiszyste (auch Epiphysenzyste, Zirbeldrüsenzyste oder Zyste der Glandula pinealis) wird eine gutartige zystische Veränderung im Bereich der Zirbeldrüse (Glandula pinealis) bezeichnet.
Pinealiszysten sind relativ häufig und finden sich bei etwa 1,8 bis 4,3 % der Bevölkerung. In ganz überwiegender Zahl handelt es sich um einen klinisch asymptomatischen Zufallsbefund, dem kein Krankheitswert zukommt. Große Pinealiszysten können eine operationsbedürftige Abflussstörung des Nervenwassers mit Entwicklung eines Hydrocephalus verursachen; nur in Einzelfällen ist ein Zusammenhang mit dem Auftreten plötzlicher Todesfälle hergestellt worden.

## Behandlung
Pinealiszysten sind recht häufig und nur in äußerst seltenen Fällen ist eine neurochirurgische Behandlung nötig. Beim Auftreten von Liquorzirkulationsstörungen wie beispielsweise einem Hydrocephalus kann eine operative Entfernung der Zyste geboten sein.

## Pathologie
Histologisch handelt es sich um einen pseudozystischen Hohlraum, dessen Wand von Astrozyten mit zahlreichen Rosenthal-Fasern gebildet wird; eine epitheliale Auskleidung besteht nicht.

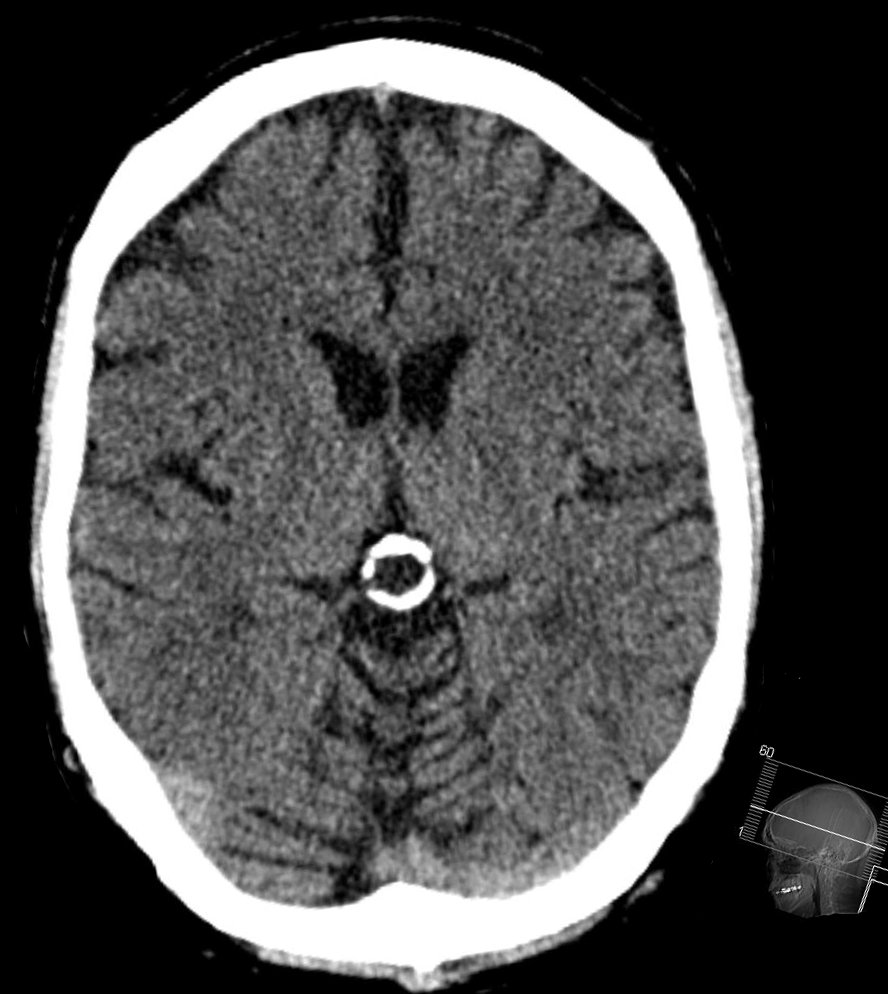
Verkalkte Pinealiszyste (Ebene um 20° geneigt zur Transversalebene, computertomographisch erstelltes Röntgenbild)
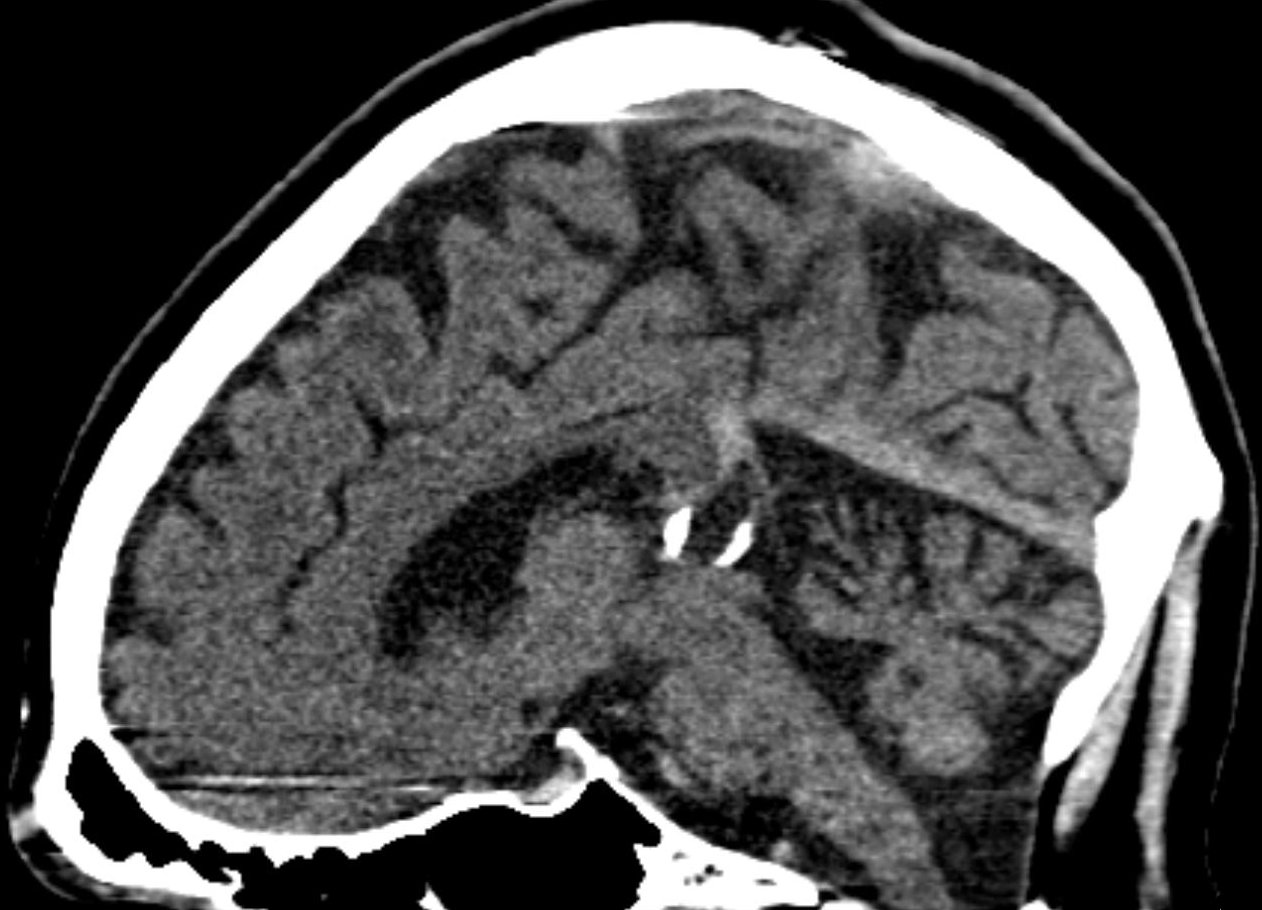
Verkalkte Pinealiszyste desselben Falls, hier dargestellt auf einem Schnittbild in sagittaler Rekonstruktion (CT)
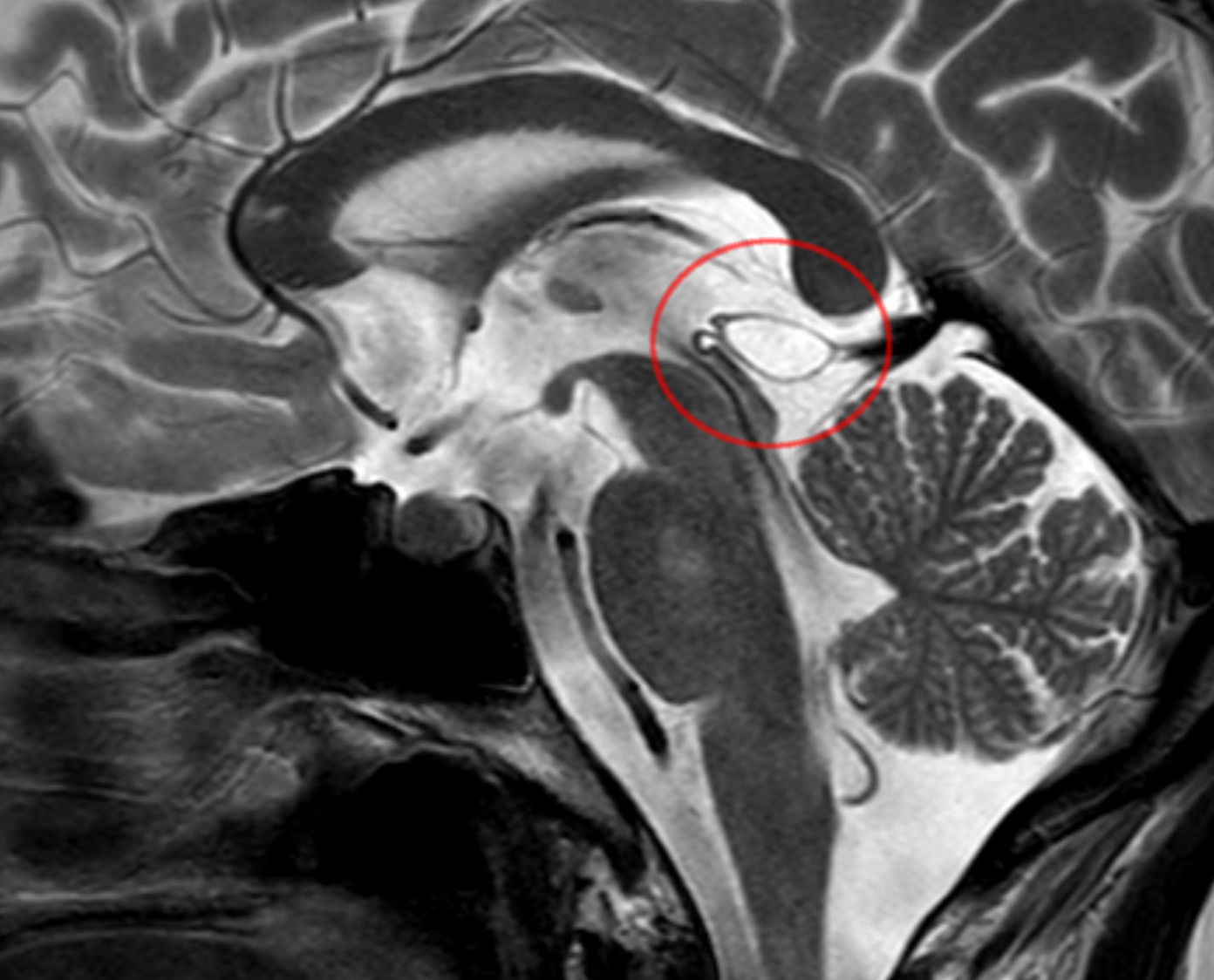
Pinealiszyste (Sagittalschnitt in MRT, magnetresonanz-tomographisch erstelltes Kernspinresonanzbild)
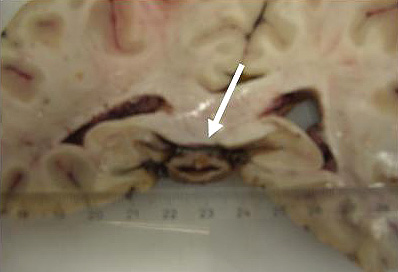
Pinealiszyste (Pfeil) als Zufallsbefund bei der Obduktion, samt Zentimetermaß (photographisches Bild)